# Sitri
Na demonologia, Sitri, é um grande príncipe dos infernos, ele tem o rosto de um leopardo e as asas de um grifo. Pode assumir a forma de homem ou mulher sob comando do mago com intenções de sedução. Ele é usado para causar amor entre os sexos, podendo fazer homens e mulheres despirem-se.

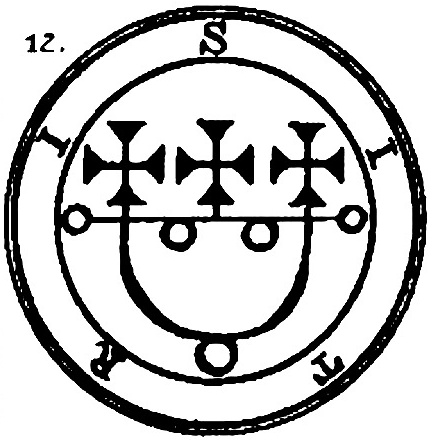
Selo de Sitri

Segundo Leo Holmes em seu livro Lemulgeton, Sitri pode ser derivado de Sihtu, antigo nome do planeta Mercúrio que significa "O Saltador" ; este era um dos planetas que já foram associados a Nergal, o deus das pragas em forma de leopardo, embora fosse mais comumente associado a Nabu, deus da escrita que posteriormente foi associado a Hermes e a Mercúrio. Alternativamente, seu nome pode vir da palavra Bitru, "aparição".
Sitri é geralmente associado ao demônio Nickar apresentado no Dictionnaire Infernal , que por sua vez é uma das versões dos seres Nixe, espíritos das águas escandinavos presentes em diversas lendas europeias e nórdicas com nomes similares como Nacken, Nix, Nykr, Nekk, Nokken, entre outros. Estes espíritos podem mudar de forma e espreitam nas águas para seduzir os passantes e levá-los como presas para o fundo do lago. Tais seres também são citados no clássico Beowulf.

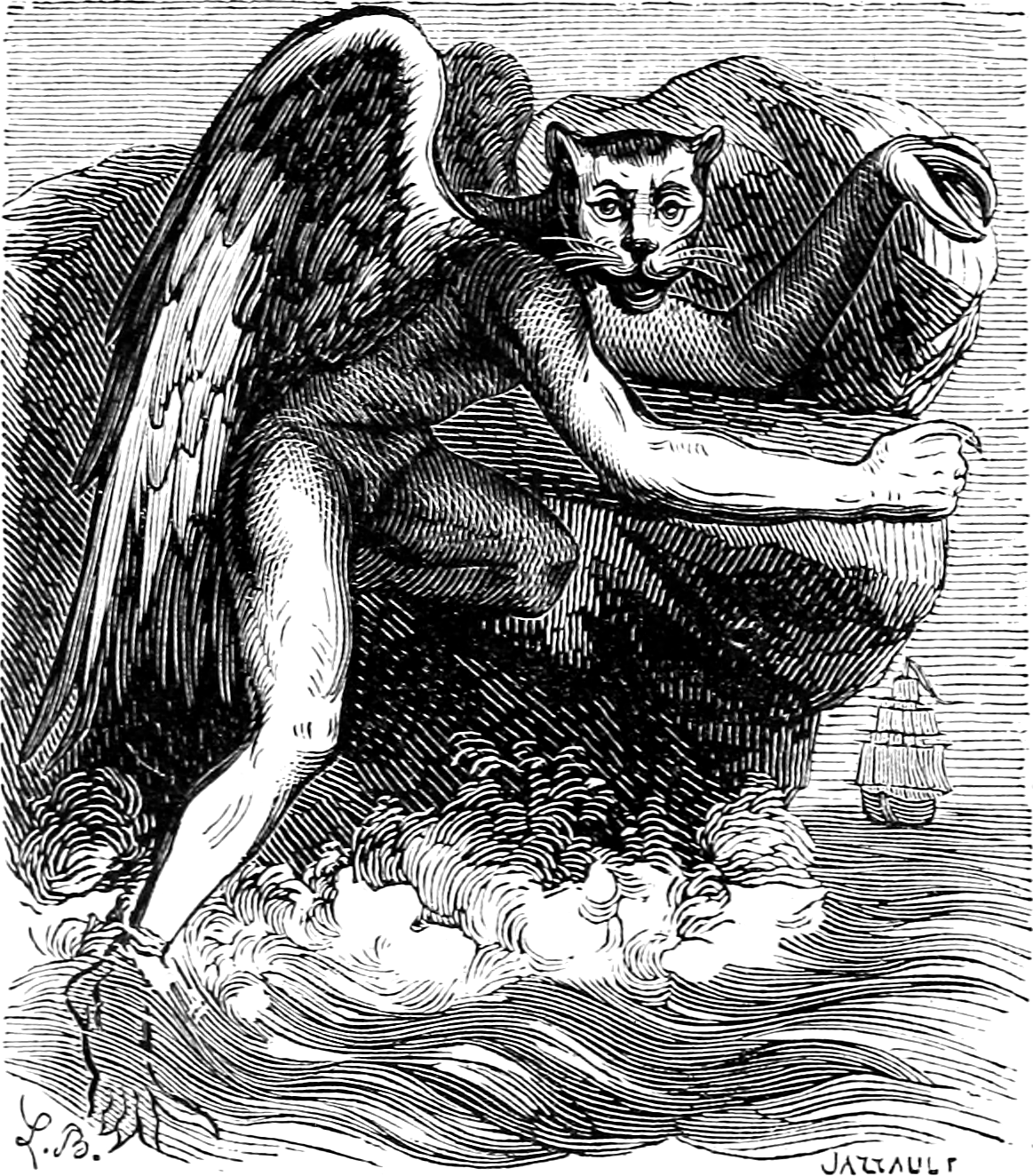
Demônio Nickar

Outras ortografias Sitri: Bitru, Sytry. 